# René Tosari
René Tosari (Meerzorg, 24 maart 1948) is een Surinaams beeldend kunstenaar. Hij is opgeleid in Suriname en Nederland, en pendelde jarenlang tussen deze twee landen. Sinds 2014 verblijft hij permanent in Suriname.

## Biografie

### Opleiding
René Tosari studeerde vanaf 1968 aan het Nationaal Instituut voor Kunst & Kultuur (NIKK) in Suriname. Hij was toen een leerling van Jules Chin A Foeng. In Nederland vervolgde hij zijn studie van 1970 tot 1973 aan de Academie Beeldende Kunsten in Rotterdam. Hij kwam voor twee maanden op proef. Na zijn eerste evaluatie werd hij direct overgezet naar de derde klas en kreeg een studiebeurs. Hierdoor rondde hij zijn studie af in drie in plaats van vijf jaar. Hem gaf dit 45 jaar later nog steeds een goed gevoel "omdat het laat zien dat we in Suriname goed bezig waren." Van 1980 tot 1982 studeerde hij aan de Gerrit Rietveld Academie in Amsterdam.

### Afwisselend in Nederland en Suriname
Hij pendelde tussen Amsterdam-Zuidoost (Bijlmer) en Suriname, wat hem afwisselende inspiratie gaf. Zijn eerste expositie hield hij in 1973 aan de Runstraat in het centrum van Amsterdam.
Hij was in 1974 een van de oprichtende leden van de groep OPO, die progressieve en culturele optredens organiseerde. Suriname stond toen aan de vooravond van de onafhankelijkheid en ze hadden het doel om eenheid onder het Surinaamse volk te bevorderen. In de jaren erna was hij onderwijzer op een middelbare school in Suriname en sinds 1977 vertegenwoordigde hij kunstenaars als voorzitter van de Bond van Beeldende Werkers (BBW).
In zijn vroege carrière is vaak zijn politieke en sociale geëngageerdheid te zien in zijn kunstwerken. In 1981 bracht hij zijn mening tot uiting over de onafhankelijkheid en de staatsgreep van 1980 in drie linosneden in de kleuren rood en zwart. Ook maakte hij in de jaren tachtig politiek bewogen muurschilderingen in Den Haag. In 1983 richtte hij het kunstenaarscollectief Waka Tjopu op, met het doel om elkaar te versterken door samen te werken. De naam komt van een oud knikkerspel.
In Nederland had hij tien jaar lang de leiding over de stichting Open Atelier. In deze setting werkten soms rond de dertig kunstenaars van Afrikaanse en Zuid-Amerikaanse afkomst, wat hem soms het gevoel gaf in een hele andere wereld te zijn.

### Suriname
Sinds 2014 verblijft hij permanent in zijn geboorteland. Hij was al eerder verbonden aan de Readytex Art Gallery en zijn werk wordt ook vertoond op de Nationale Kunstbeurs en in De Hal in Paramaribo. Ook was zijn werk te zien op de internationale reizende expositie Circus Terminal Worldwide in 2014 in Paramaribo, die in 2012 in Londen was gestart. In 2015 verbleef hij een periode als artist-in-residence in de Tembe Art Studio in Moengo.
In 2009 maakte hij schilderijen onder de naam Diversity is Power. Uiteindelijk schilderde hij een tienluik met deze titel, met schilderijen die elk een omvang hebben van 150 x 100 cm. Dit oeuvre werd in Den Haag geëxposeerd.
In 2018, het jaar van zijn 50-jarige jubileum, verwierf hij financiering van het Mondriaan Fonds, de Readytex Art Gallery en crowdfunding, die het hem mogelijk maakte om een boek met zijn levenswerk uit te brengen. Dit boek draagt eveneens de titel Diversity is Power. Hij presenteerde het op 3 januari 2019 bij Readytex in Paramaribo. Het boek is zowel in het Nederlands als Engels en beslaat 271 pagina's. Zijn dochter Priscilla is kunsthistorica en schreef de biografie samen met Rob Perreė.
Tijdens de coronapandemie exposeerde hij in de virtuele exposities van de Museums Association of the Caribbean (MAC) en de Atlantic World Art Fair (op de website van Artsy). Ook Covid-19 zelf inspireerde hem als thema voor zijn werk. Tegen dezelfde tijd kocht het Stedelijk Museum Amsterdam drie Surinaamse werken, waaronder zijn schilderij met de titel Untitled (400 jaar Verzet en Strijd Suriname).
In 2023 won zijn ontwerp voor de trofee van de nieuwe SuriPop Kerstsong Competitie.